# Елешница (дем Синтика)
Вижте пояснителната страница за други значения на Елешница.
Елѐшница (на гръцки: Φαιά Πέτρα, Феа Петра, до 1927 година Ελέσνιτσα, Елесница) е село в Гърция, в дем Синтика (Синтики) на област Централна Македония.

## География
Елешница е село в историко-географската област Мървашко, разположено в северните склонове на планината Шарлия (Врондос) по долината на река Белица (на гръцки Крусовитис). Намира се на 13 километра североизточно от демовия център град Валовища (Сидирокастро). Край селото е манастирът „Свети Йоан Златоуст“.

## История

### Етимология
Според Йордан Н. Иванов името е от *ельша и – ьница. Името се носи от много географски обекти в българското езиково землище.

### Средновековие
На 0,5 km югоизточно от селото е разположена средновековната Елешнишка крепост. Друга крепост наречена Хисар (Исаро), на хълм обрасъл с пърнар, е 3 km на север-северозапад от село.

### В Османската империя
В османски обобщен данъчен списък на немюсюлманското население от вилаета Тимур Хисаръ̀ от 1616-1617 година селото е отбелязано като вакъфско, под името Лешниче с 85 джизие ханета (домакинства).
През XIX век Елешница е типично мървашко, чисто българско село, числящо се към Демирхисарска кааза на Серския санджак. Селото е един от центровете на железодобивната индустрия в областта Мървашко. Тук не е промивана руда, но е имало един самоков, просъществувал до средата на XIX век. Ако се съди по местното име Писцата, край река Белица, северно от селото, вероятно тук е добивано и желязо.
В „Етнография на вилаетите Адрианопол, Монастир и Салоника“, издадена в Константинопол в 1878 година и отразяваща статистиката на населението от 1873 година, Елешница (Eleschnitsa) е посочено като село в Демирхисарска каза с 67 домакинства и 230 жители българи.
В 1891 година Георги Стрезов пише:
| „ | Елешница, на И. от Валовища, при левия бряг на Белица, при полите на Бродската планина. От Валовища до Елешница 1½ час път, стръмен и особено каменист от Дервента насам. Земледелци скотовъдци. Прочути череши. Една черква, в която четат и български. 45 къщи българе. | “ |

Според статистическите изследвания на Васил Кънчов („Македония. Етнография и статистика“) към 1900 година село Елешница (Лешница) брои 340 жители, всичките българи-християни.
Цялото население на селото е под върховенството на Българската екзархия. По данни на секретаря на Екзархията Димитър Мишев („La Macédoine et sa Population Chrétienne“) през 1905 година християнското население на Елешница се състои от 464 жители българи екзархисти. В селото функционира 1 българско начално училище с 1 учител и 25 ученици.
В 1904/1905 година в българското училище в селото преподава Георги Божиков.
При избухването на Балканската война в 1912 година единадесет души от Елешница са доброволци в Македоно-одринското опълчение.

### В Гърция
Селото е освободено от османска власт по време на Балканската война от части на българската армия. След Междусъюзническата война от 1913 година Елешница попада в пределете на Гърция. По думите на Антон Попстоилов, посетил селото през 1916 година: 
| „ | В Елешница гръцкият владика не успял да заличи славянските надписи на иконите на църквата, но каквито български книги имало в къщите, били събрани и изгорени насред село. | “ |

 Към 1918 година селото брои 80 къщи с над 500 жители. През същата година и през 1925 част от местното население се изселва в България. В селото остават само десетина семейства. Наследници на бежанци от село Елешница днес живеят в Сандански, Мелник и района.
На мястото на изселилите се българи се заселват гръцки бежанци. Според преброяването от 1928 година селото е смесено българо-бежанско с 10 бежански семейства с 35 души.
През 1927 година селото е применувано от гръцките власти на Феа Петра.
По време на Гражданската война в Гърция (1946-1949) селото е разрушено, а после отново възстановено, но по на юг, в местността Масларка.

## Личности
Родени в Елешница
- Атанас Андреев, македоно-одрински опълченец, 33-годишен, земеделец, Четата на Георги Занков, 2 рота на 4 битолска дружина[18]
- Георги Сапунджиев (1857 – ?), македоно-одрински опълченец, Четата на Георги Занков, Нестроева рота на 4 битолска дружина[19]
- Георги Тодоров, македоно-одрински опълченец, Четата на Георги Занков[20]
- Димитър Атанасов (1876 – ?), македоно-одрински опълченец, Четата на Георги Занков, 2 рота на 4 битолска дружина[21]
- Димитър Ив. Митревичин (1885 – ?), македоно-одрински опълченец, Четата на Иван Вапцаров[22]
- Иван Илиев (1891 – ?), македоно-одрински опълченец, 4 рота на 5 одринска дружина[23]
- Иван Тодоров (1874 – ?), македоно-одрински опълченец, Четата на Георги Занков, Нестроева рота на 4 битолска дружина[24]
- Колю Сотиров (1882 – ?), македоно-одрински опълченец, Четата на Георги Занков, 1 рота на 4 битолска дружина, ранен в Междусъюзническата война на 9 юли 1913 година[25]
- Константин Георгиев (1890 – ?), македоно-одрински опълченец, 4 рота на 6 охридска дружина[26]
- Костадин Георгиев (1895 – 1913), македоно-одрински опълченец, 1 рота на 13 кукушка дружина, безследно изчезнал в Междусъюзническата война на 26 юни 1913 година[26]
- Тодор Николов (1885 – ?), македоно-одрински опълченец, Четата на Георги Занков, 1 рота на 4 битолска дружина[27]

Починали в Елешница
- Панайот Неофитов Богданов, български военен деец, запасен подпоручик, загинал през Първата световна война[28]